# Camerino
För andra betydelser, se Camerino (olika betydelser).
Camerino är en stad och en kommun i närheten av Perugia i provinsen Macerata och ligger i regionen Marche, Italien. Kommunen hade 6 852 invånare (2018) och gränsar till kommunerna Caldarola, Castelraimondo, Fiastra, Muccia, Pievebovigliana, Pioraco, Sefro, Serrapetrona och Serravalle di Chienti.

## Kända personer från Camerino
- Ugo Betti, dramatiker
- Carlo Crivelli, konstnär
- Carlo Maratta, konstnär